# Ichthyodes ternatensis
Ichthyodes ternatensis là một loài bọ cánh cứng trong họ Cerambycidae.